# The Madness of Many
Albums de Animals as Leaders
The Joy of Motion
(2014) Parrhesia
(2022)
The Madness of Many est le quatrième album studio du groupe instrumental américain Animals as Leaders. Il est sorti le 11 novembre 2016 en Amérique du Nord, sous le label Sumerian Records.

## Liste des titres
Tous les morceaux ont été écrits par Animals as Leaders.
| 1.    | Arithmophobia                | 6:01 |
| 2.    | Ectogenesis                  | 4:56 |
| 3.    | Cognitive Contortions        | 4:29 |
| 4.    | Inner Assassins              | 5:30 |
| 5.    | Private Visions of the World | 4:57 |
| 6.    | Backfeifengesicht            | 4:27 |
| 7.    | Transcentience               | 5:32 |
| 8.    | The Glass Bridge             | 5:04 |
| 9.    | The Brain Dance              | 7:01 |
| 10.   | Apeirophobia                 | 4:59 |
| 56:52 |                              |      |

## Composition du groupe
- Tosin Abasi : guitare
- Javier Reyes : guitare
- Matt Garstka : batterie